# 机构 (工程学)

凸輪跟隨裝置的機構

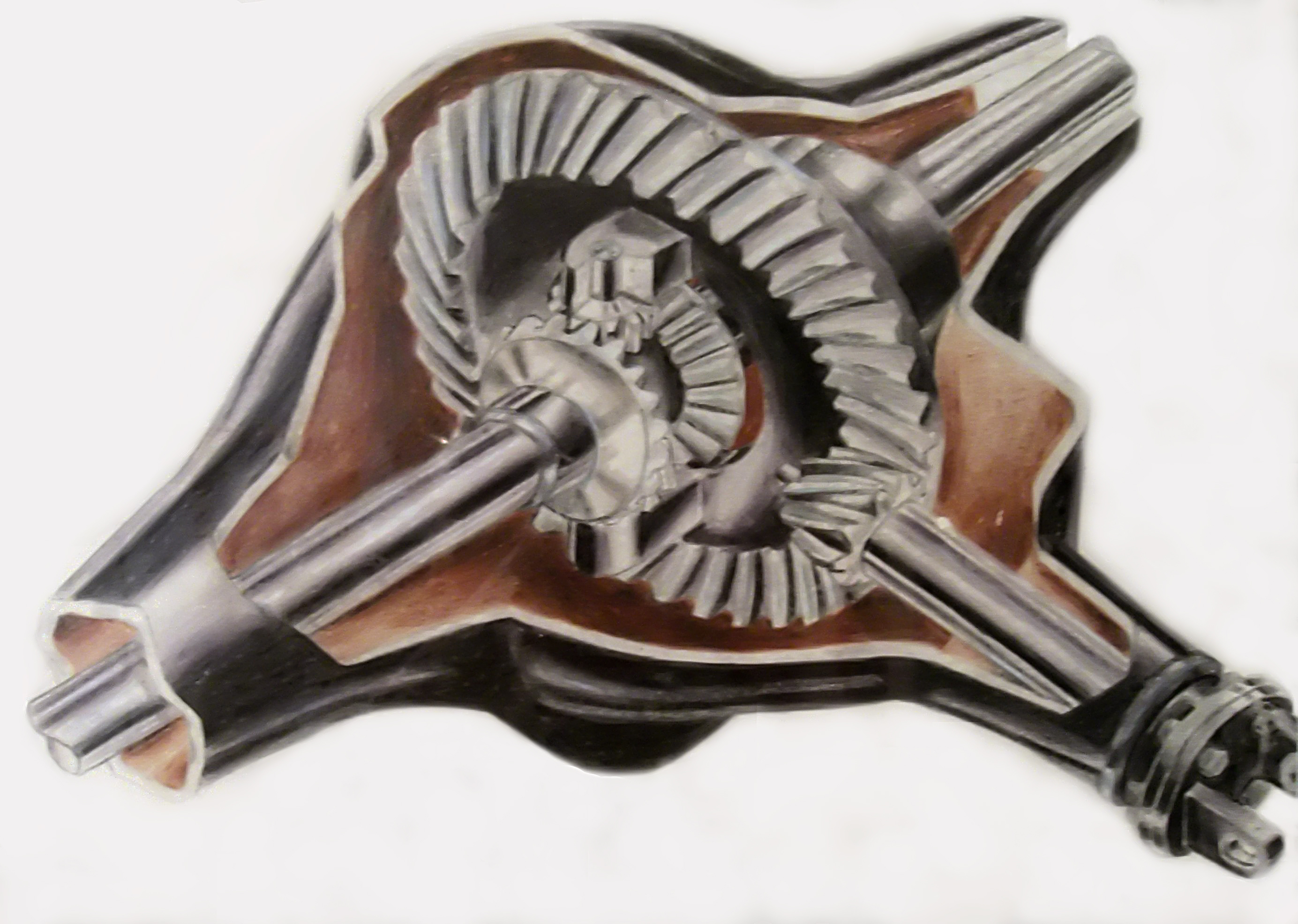
汽車差速器

机构（英語：mechanism）又称机制，是由两个或两个以上构件通过活动联接形成的构件系统，在工程学中是用来传递与变换运动和力的可动装置。机构学主要讨论連桿运动和传动。机构的基本要素为构件和运动副，以及组成结构运动链。

## 機構學
機構學是通過數學、力學和運動學研究各種機械的運動規律、運動和動力分析的學科。
機構學形成於18世紀的第一次工業革命時期，從機械力學中獨立出來。1960年代以後，機構學使用計算機進行研究，研究方法從圖解法轉變為解析法和數值分析法，並大量採用建模技術，並應用到產品概念設計中。
機構學主要研究平面與空間连杆机构的運動和受力分析，機構精度分析，機構動力學研究（包括：機械剛體靜力學、機械剛體動力學、機械彈性動力學、振動學），典型機構的運動分析，生物機構學研究。
主要的分支學科有：
- 機構靜力學
- 機構運動學
- 機構動力學
- 機器人機構學
- 仿生機構學
- 粉碎機構學